# Renia orizarbalis
Renia orizarbalis là một loài bướm đêm trong họ Noctuidae.